# 基西莉娅暗杀计划
《基西莉娅暗杀计划》（日语：キシリア暗殺計画）是日本动画连续剧《机动战士高达 GQuuuuuuX》的第六集。作为日本动画工作室日升与凯乐的首次合作作品，本集于2025年5月14日凌晨在日本电视台首播。本集主要铺陈数条故事线的进展，在泽维尔对夏里亚·布尔的监视，夏里亚与安琪的交易背后，地球联邦正在谋划对基西莉娅的暗杀，而得知自己称为交易对象后的主人公天手让叶也开始了行动。
中西基树负责本集的演出，NOMELON NOLEMON为本集提供了插曲《afterimage》。庄司宇芽香、安元洋贵以及村濑步等在本集里为几位曾在以往作品中出场的客串角色配音。
本集在全剧中首次未出现机动战士间的战斗场面，而是聚焦政治阴谋与权力博弈，通过夏里亚·布尔与安琪的权谋交锋、对基西莉亚·扎比的暗杀计划及提坦斯势力现身，深化世界观并联动《机动战士Z高达》。观众对巴斯克·奥姆等角色的登场反应强烈。评论认为玛秋的情感缺失与自我认同危机刻画细腻，但角色动机模糊；安琪的背叛制造戏剧冲突；情感线如玛秋与尼娅安矛盾缺乏深层刻画。整体节奏放缓且没有了机动战士间的战斗，但政治张力紧凑，为后续剧情铺垫，展现战争叙事的复杂性。

## 剧情
天手让叶因嫉妒而与尼娅安闹翻并开始躲避对方。夏里亚·布尔出于不明原因安排接收机动装甲“基凯罗加”。泽维尔·奥利维接到线人警告，因基西莉亞·薩比即将抵达该殖民卫星参加秘密会议，吉翁与六号殖民卫星群皆风声鹤唳，各方担忧其兄基连总帅或地球联邦势力会从中作梗。鉴于夏里亚与基连存在关联，线人提醒泽维尔作为基西莉亚的眼线要加强对夏里亚的监视。博美犬队的队长安琪暗中与夏里亚达成交易，以监视天手为筹码，承诺归还GQuuuuuuX并透露修司与红色高达的藏身处以换取巨额赏金。天手偷听到此事，遂选择与尼娅安和解以便向修司示警。与此同时，联邦特务兼强化人盖茨·卡帕与杜·村雨奉巴斯克·奥姆之命潜入六号殖民卫星群企图暗杀基西莉亚。六号殖民卫星群当局试图灭口泽维尔以警告吉翁，却被夏里亚出手相救，令泽维尔对夏里亚的真正意图产生疑虑。随着基西莉亚抵达六号殖民卫星群，局势愈发紧张。

## 制作
本集的演出由中西基树负责。庄司宇芽香在本集里为参与精神感应兵器开发的吉翁公国军大尉希姆斯·阿尔·巴哈洛夫配音，安元洋贵、村濑步和金元寿子分别为地球联邦军大佐巴斯克·奥姆及其下属强化人盖茨·卡帕与杜·村雨配音。NOMELON NOLEMON为本集创作了插入歌《afterimage》（きえない）。

## 解说
本集是这一部电视动画中首次完全没有出现机甲战斗的一集，新引入了一群反派角色，包括曾在《机动战士Z高达》中登场的提坦斯核心成员巴斯克·奥姆以及两位强化人。其中一位强化人“盖茨·卡帕”也曾在动画《机动战士Z高达》第42集《再见，罗莎米亚》中登场。他在《Z高达》作为巴斯克·奥姆的下属，因情绪较为稳定而担负监督另一位强化人的任务。但这一角色并未出现在后来改编的电影版三部曲中。在本集里，盖茨·卡帕同样也负责监视工作，对象则是来自“村雨研究所”的强化人“杜·村雨”。“村雨研究所”也是《机动战士Z高达》中强化人“凤·村雨”所属的组织。看似言行怪异的杜·村雨在台词中被称为是“精神感应高达心脏”，其名字发音类似法语的“Deux”，意为数字“2”。依照凤·村雨在《Z高达》中设定的“凤”是“Four”，也就是数字“4”的意思，本集里出场的杜·村雨被认为可能是村雨研究所的“第二号实验体”。Anime News Network的劳伦·奥尔西尼（Lauren Orsini）认为剧情中表现出尼娅安有高超的驾驶技术，揭示了她可能是一名逃亡中的强化人。虽然本集的副标题提到了基西莉亞，但这一角色仅在最后几秒才出场。
在这一集里，尼娅安住处的书架陈列被指出与前乃木坂46成员西野七濑曾在网上公开的书架极为相似，引发了观众的讨论和争议。除此之外，还有人指出西野七濑的昵称是“にゃー”（日语谐音“喵”）与“尼娅安”相似，而动画主人公玛秋的名字与前乃木坂46成员松村沙友理的昵称相似。甚至乃木坂46在2024年发布的歌曲《還有7首歌》中提到了“不决定去向，像水母一样活着”，被指出与本集里玛秋的台词相似。而导演鹤卷和哉更被传闻是乃木坂46的粉丝。
在本集片尾播出的预告中显示了下集的副标题为《玛秋的抗争》，其中的“抗争”原文为“Rebellion”，有着对权力、统治、规则或惯例的抵抗行为的意思。预告片中还出现了疑似精神感应高达的巨大机体在宇宙殖民地内部展开战斗的场景。

### 对以往作品的致敬
本集台词中提到的“精神感应高达”首次亮相是在电视动画《机动战士Z高达》第17集《香港市》，而热搜词“汉布拉比”也同样出自《机动战士Z高达》。同样在本集播出后登上热搜榜的“基凯罗加”则原本是富野由悠季导演留下的企划备忘录（通称 “富野备忘录”）中登场的机动战士，原计划在电视动画《机动战士高达》中由夏亚·阿兹纳布尔驾驶，与“拉拉·辛”驾驶的“艾尔美斯”一起与以格拉纳达攻略为目标的白色基地交战。企鹅真相（Penguin Truth）认为本集里尼娅安在天桥下与情报员会面的镜头致敬了《FLCL》。此外，本集里提及将精神感应高达伪装成空调设备带入宇宙殖民地的“阿玛拉卡玛拉商会”，其名称被认为可能是来自传说中“被狼抚养的两名少女”。

## 宣传和播映
本集播出后，制作方也随之公开了本集登场的新角色及其背景信息。

### 电台播映与流媒体上架
本集于日本时间5月13日24点29分起在日本电视台旗下30家电视台联网播出。在美国则是5月13日太平洋时间上午9点、山地夏令时上午10点、中部夏令时上午11点、东部时间中午12点，在英国则是夏令时下午5点于Prime Video上架播出。5月16日（周五）22时起在包括万代频道、高达粉丝俱乐部、ABEMA、d动画商城、DMM TV、迪士尼+、FOD、Hulu、Lemino、Netflix、niconico频道、U-NEXT、アニメ放題、WOWOW点播、TELASA、J:COM STREAM、milplus等在内的各大在线平台依次上线播出。

## 评价与反响
《基西莉娅暗杀计划》在日本电视台首播时在日本关东地区家庭的时段收视率为3.3。本集播出后，“精神感应高达”立刻在凌晨登上X平台的趋势榜首位。角色巴斯克·奥姆也因配音声线变化和标志性的护目镜造型撞脸《攻壳机动队》系列中的巴特而在社交平台上被一些新观众调侃为“好人”。
本集中段关于精神感应高达以“殖民地公司订购的空调设备”的名义走私的情节引发网络讨论，其包装表面伪装成“正宗空调”，但可见外观上明显模仿空调厂商大金的标志及图案，这引发大金官方社交账号在本集播出后的第二天引用投稿回应：“看来在高达的世界里我们也在生产空调呢。”该公司吉祥物“小不点君”官方账号更配图调侃：“咦，我这是在高达里出道了吗？还没收到邀约哦。”并收获超6万点赞。受本集播映的影响，“巴斯克·奥姆”在X平台上登上了热搜。观众对剧中巴斯克・奥姆、强化人少女杜·村雨、精神感应高达等人物及机体的登场和剧情急展开反应强烈，围绕剧情发展展开诸多讨论。KUSATTEMOMIKAN（腐ってもみかん）在VirtualGorilla+上发表评论认为第6集通过泽维尔的监视任务、夏里亚与安琪的权谋交锋及基西莉亚的政治博弈，展现出战争叙事的复杂张力，但玛秋对高达的情感缺失与角色“相遇”的唐突处理削弱了代入感，尽管引入《Z高达》经典元素“精神感应高达”和提坦斯势力增添系列联动亮点，却因角色动机刻画模糊与剧情风险设置失衡，整体呈现出世界观拓展有余而人物深度不足的矛盾观感。Anime News Network上本集的社区评分为4.0分（满分5），劳伦·奥尔西尼（Lauren Orsini）觉得本集以“青少年叛逆焦虑”与“高达系列经典元素怀旧”双线并行，虽通过“强化人”、“巴斯克·奥姆”等设定巧妙联动《Z高达》并推进全面战争叙事，但过度依赖观众对系列正史的了解，导致非粉丝难以融入，且玛秋的角色塑造流于套路化，虽怀旧彩蛋丰富却削弱了故事独立性，整体呈现出对老粉丝友好但对新观众门槛较高的争议性表现。Bubbleblabber的戴维·卡尔多（David Kaldor）给本集打分8分（满分10分），他觉得本集虽以最少的机甲战斗为代价，却通过安琪的背叛转折与基连、基西莉亚的权力博弈深化政治阴谋，引入《Z高达》经典元素“强化人”制造叙事张力，尽管角色安安琪的前期铺垫不足，但现状颠覆的冲击力与下周战斗的悬念设置，使其成为季中最具戏剧冲突的一集，展现出对系列世界观的大胆拓展与粉丝向的精准把控。But Why Tho?的里奇·哈里珀萨德（Ridge Harripersad）认为本集放缓节奏为暗杀阴谋等重大剧情铺垫，通过夏利亚与安琪的权谋博弈、泽维尔的信任困境等情节展现政治张力，虽以角色瞳孔特写等视觉设计增强画面层次，但玛秋与尼娅安的友谊矛盾仍围绕修司展开，缺乏深层情感修复刻画，导致角色发展受限，整体呈现出权谋线紧凑但人物关系线单薄的特点。漫画书资源网上本集的评分为7分（满分10分），安杰洛·德洛斯·特里诺斯（Angelo Delos Trinos）认为本集虽因缺乏机甲战斗被视为必要却平淡的叙事缓冲，但其通过吉翁派系内斗、联邦残余势力浮现及“提坦斯”彩蛋揭示与《Z高达》的平行关联，深度拓展世界观与政治阴谋张力，同时聚焦玛秋的自我认同危机强化人物共情，为后续冲突蓄力，制作水准仍维持高标杆。futaman的KUROHACHI（クロハチ）表示本集凭借巴斯克·奥姆等经典“异端角色”的暗黑登场及强化人盖茨·卡帕与神秘角色杜·村雨的危险组合，不仅重现高达系列标志性的政治阴谋与反人类暴行，更以其不择手段的残酷设定和对《Z高达》等作品的联动彩蛋，引发观众对后续悲剧剧情的强烈不安与高度期待，成为系列中兼具经典元素颠覆性重构与暗黑叙事冲击力的争议性章节。MechaAlliance的Aaron认为第6集以紧凑多线叙事巧妙融合青春三角恋的情感张力与高达系列标志性的政治阴谋，在展现玛秋与尼娅安关系裂痕、修司神秘行动等人物弧光的同时，通过夏里亚与安琪的阴谋勾结、提坦斯势力登场等情节深化世界观，虽情感线稍显仓促，但政治戏的复杂博弈与对经典元素的颠覆性重构极具冲击力，为后续大战的爆发奠定了充满张力的叙事基础，堪称系列叙事层次与粉丝向惊喜兼具的精彩章。网站编辑企鹅真相（Penguin Truth）在OtakuRevolution发表评论称第6集虽缺乏战斗场面，但通过《FLCL》风格的镜头与角色塑造展现人物反差，夏里亚的阴谋、安琪的背叛及巴斯克·奥姆的登场埋下多重悬念，虽节奏偏文戏但伏笔丰富，令观众对后续冲突充满期待。SCREENRANT的约书亚·福克斯（Joshua Fox）认为第6集以突破性的剧情揭露与政治阴谋铺垫，成功平衡青少年情感纠葛与战争叙事张力，虽玛秋的自我认同危机刻画细腻，但安琪的背叛与提坦斯势力引入的戏剧冲突更成为系列的转折点，展现出对经典高达世界观的创新拓展与角色成长弧光的深度把控，为后续剧情的高风险发展奠定了扎实基础。TheTV的铃木康道表示，本集虽无机动战士战斗，但新角色巴斯克、盖茨等的登场及“村雨研究所”等关键词引发关注，尼娅安“三人共餐”的台词因精神感应高达的不祥暗示被视为Flag，天手与尼娅安、修司的关系矛盾及沙利亚的复杂动向推动剧情张力，青春群像刻画亦引发观众对角色命运的热议。

## 脚注